# 262P/McNaught-Russell
262P/McNaught-Russell è una cometa periodica appartenente alla famiglia delle comete gioviane; la cometa è stata scoperta il 12 dicembre 1994  dagli astronomi Robert H. McNaught e Kenneth S. Russell: la sua riscoperta il 29 maggio 2012 da parte degli astrofili Giovanni Sostero, Nick Howes e Ernesto Guido ha permesso di numerarla .